# Lo Hoi-pang
Lo Hoi-pang (盧海鵬) est un acteur et chanteur hongkongais, né le 14 décembre 1941.

## Biographie
Formé dans la classe d'acteurs de la chaîne TVB en 1973, avec pour camarades de classes Chow Yun-fat et Ng Man-tat, Lo remporte le Hong Kong Film Award du meilleur acteur dans un rôle secondaire en 2012 pour sa prestation dans La Vie sans principe.

## Filmographie
- The Legend of the Book and the Sword (1976)
- The Iron-Fisted Monk (1977)
- Ups and Downs in the Sea of Love (2003)
- La Vie sans principe (2012)
- Drug War (2012)
- Blind Detective (2013)
- Tales from the Dark (2013)
- Rigor Mortis (2013)
- The White Storm (2013)
- Firestorm (2013)
- Golden Chicken 3 (2014)
- Iceman (2014)
- Don't Go Breaking My Heart 2 (2014)
- Delete My Love (2014)
- Z Storm (2014)
- 12 Golden Ducks (2015)
- King of Mahjong (2015)
- Second Life (2015) (TV series)
- ATM (2015)
- SFC 3 (2015) (série TV)[1]
- Paranormal Mind (2015) (TV series)
- Big Fortune Hotel (2015)
- From Vegas to Macau 3 (2016)
- Let's Eat! (2016)
- Buddy Cops (2016)
- Three (2016)
- Line Walker (2016)
- S Storm (2016)
- Meow (2017)
- G Storm (en production)
- 2025 : Fung lam fo saan (风林火山) de Juno Mak